# František Jedlička (politik)
František Jedlička (3. ledna 1892 – 18. června 1974) byl český a československý politik, člen Československé strany národně socialistické, za kterou byl po druhé světové válce poslancem Prozatímního Národního shromáždění.

## Biografie
V letech 1945–1946 byl poslancem Prozatímního Národního shromáždění za národní socialisty (respektive delegátem za Ústřední radu družstev). Mandát zastával do parlamentních voleb v roce 1946.